# Antje Hüter-Becker
Antje Hüter-Becker, geborene Hüter (* 24. Oktober 1941; † 28. Mai 2016), war eine deutsche Physiotherapeutin und Buchautorin, die mit dem Konzept Neues Denkmodell in der Physiotherapie das heutige Berufsbild der Physiotherapie entscheidend mitprägte.

## Leben
Im Jahr 1965 erlangte Hüter-Becker die Erlaubnis zum Führen der Berufsbezeichnung der Krankengymnastin. Es folgte ein Auslandsaufenthalt im Rehabilitationszentrum für Querschnittgelähmte im englischen Stoke Mandeville und eine zweijährige Anstellung als Krankengymnastin im Reha-Zentrum für Querschnittsgelähmte in Köln, wo sie von 1969 bis 1975 die Leitung der Krankengymnastik an der Universitäts-Nervenklinik übernahm. Gleichzeitig begann sie eine Lehrtätigkeit an der Krankengymnastik-Schule in Köln. Ab 1975 war sie für zwanzig Jahre Schulleiterin der Krankengymnastikschule Heidelberg. Ab 1977 war sie Leiterin des von ihr neu gegründeten Lehrerseminars des Deutschen Verbandes für Physiotherapie (ZVK) in Heidelberg und dadurch automatisch Mitglied im Gesamtvorstand des ZVK. Von 1983 bis 1986 war sie Vorsitzende des ZVK. 1997 stellte sie in einem Zeitschriftenartikel das Neue Denkmodell in der Physiotherapie vor, welches die Physiotherapie nicht mehr entlang der medizinischen Fachrichtungen beschrieb, sondern an vier Wirkorten physiotherapeutischer Behandlungsgebiete – dem Bewegungssystem, der Bewegungsentwicklung und Bewegungskontrolle, Innerer Organe sowie Erleben und Verhalten. Das Konzept beeinflusste das berufliche Selbstverständnis der Physiotherapie und dient unter anderem als Grundlage für Lehrpläne von Berufsfachschulen und Hochschul-Curricula, so zum Beispiel an der Alice Salomon Hochschule.
Hüter-Becker war Mitherausgeberin des Lehrbuchs Krankengymnastik/Physiotherapie und für mehr als dreißig Jahre Chefredakteurin der Zeitschrift Krankengymnastik – Zeitschrift für Physiotherapeuten (heute pt Zeitschrift für Physiotherapeuten).
Im Jahr 2006 wurde der Antje-Hüter-Becker-Preis gestiftet, der in unregelmäßigen Abständen bundesweit für wissenschaftliche Arbeiten von Absolventinnen und Absolventen der Physiotherapie durch die Hochschule Bielefeld und die Fachhochschule Kiel vergeben wird. An letzterer gehörte Hüter-Becker mehrere Jahre zum Beirat des Studiengangs Physiotherapie.
Antje Hüter-Becker war verheiratet mit Georg Eberhard Becker, einem in Südbaden als Lehrer und in Heidelberg als Professor tätigen Erziehungswissenschaftler.

## Publikationen (Auswahl)
- Berufe mit geregelten Ausbildungsgängen an Berufsfachschulen, Fachschulen, in Betrieben und Verwaltungen sowie Berufe nach einem Studium an Fachhochschulen. In: Blätter zur Berufskunde, Band 2. Bertelsmann, Bielefeld 1982.
- mit Wolfgang Arns: Krankengymnastik bei neurologischen Erkrankungen. 3. überarbeitete Auflage. Pflaum, München 1983, ISBN 978-3-7905-0364-7.
- mit Mechthild Dölken: Physical Therapy Examination and Assessment. Thieme, Stuttgart 2014, ISBN 978-3-13-258054-1.
- mit Mechthild Dölken (Hrsg.): Physiotherapie in der Inneren Medizin. physiolehrbuch Praxis. 3. unveränderte Auflage. Thieme, Stuttgart 2017, ISBN 978-3-13-129473-9.
- als Herausgeberin: Stephanie Fresenius et al., Physiotherapie in der Traumatologie/Chirurgie, Thieme, Stuttgart, 4. aktualisierte und erweiterte Auflage 2016, ISBN 978-3-13-168184-3
- als Herausgeberin: Mechthild Dölken, Physiotherapie in der Orthopädie, Thieme, Stuttgart, 3. vollständige überarbeitete und erweiterte Auflage 2015, ISBN 978-3-13-129493-7
- mit Mechthild Dölken (Hrsg.): Physiotherapie in der Gynäkologie, Thieme, Stuttgart, 3. aktualisierte und erweiterte Auflage 2012, ISBN 978-3-13-129463-0
- mit Mechthild Dölken (Hrsg.): Biomechanik, Bewegungslehre, Leistungsphysiologie, Trainingslehre, Thieme, Stuttgart, 2. überarbeitete Auflage 2012, ISBN 978-3-13-165102-0
- als Herausgeberin: Physiotherapie – Taschenlehrbuch in 14 Bänden, Thieme, Stuttgart 1996–1999, ISBN 978-3-13-101361-3 etc.